# Institut für Geschichte der Medizin der Robert Bosch Stiftung
Das Institut für Geschichte der Medizin der Robert Bosch Stiftung (IGM) mit Sitz in Stuttgart (Straußweg 17) ist eine Forschungseinrichtung. Träger ist die Robert Bosch Stiftung.

## Geschichte
Das IGM wurde im Jahre 1980 eingerichtet, seiner Gründung geht aber eine jahrzehntelange Entwicklungsgeschichte voraus. Bereits in den 1960er- und 1970er-Jahren bestand am Robert-Bosch-Krankenhaus eine Medizinhistorische Forschungsstelle in der Wernerstraße 17, die Vorläuferinstitution des IGM. Das Institut verdankt seine Entstehung dem Interesse des württembergischen Industriellen Robert Bosch (1861–1942) an der Geschichte des Gesundheitswesens im Allgemeinen und der Homöopathie im Besonderen. Als erste Leiterin wurde am 1. Januar 1980 die Medizinhistorikerin Renate Wittern-Sterzel berufen. Ihr folgte von 1986 bis 1988 Werner Friedrich Kümmel nach. Von 1990 bis 2020 leitete der Historiker Robert Jütte das Institut. Die Forschungsschwerpunkte waren die Sozialgeschichte der Medizin sowie die Geschichte der Homöopathie und des Pluralismus in der Medizin.
2007 erhielt das Institut nach Beschluss des Senats der Deutschen Forschungsgemeinschaft (DFG) das Recht, Personen zur Verleihung des aktiven Wahlrechts vorzuschlagen. Dies bedeutete, dass die im Institut tätigen Wissenschaftler an der Wahl der Fachkollegien teilnehmen durften. Die Fachkollegien der DFG bewerteten die Anträge auf finanzielle Förderung von Forschungsvorhaben. Sie kontrollierten dabei auch die Wahrung einheitlicher Maßstäbe bei der Begutachtung.
Seit 1. Juni 2020 wird das Institut als Gesamtarchiv aller Einrichtungen der Robert Bosch Stiftung unter der Leitung der Archivarin und Historikerin Marion Baschin fortgeführt.

## Bibliothek
Die Bibliothek hat derzeit einen Bestand von ca. 65.000 Monographien und Zeitschriften; etwa 12.000 Bände betreffen die Homöopathie. Diese bilden die Spezialsammlung des Instituts, die einzigartig in der Welt ist. Ein weiterer Sammelschwerpunkt ist die Sozialgeschichte der Medizin. Der Gesamtbestand ist international angelegt.
Die Bibliothek ist öffentlich zugänglich. Der größte Teil der Bestände und die gesamte homöopathische Sammlung können über den Online-Katalog auch im Internet recherchiert werden, sind aber größtenteils noch nicht digitalisiert.
Neben der Ausleihe im Großraum Stuttgart können Benutzer Bücher über den Deutschen und Internationalen Leihverkehr der Bibliotheken (über das Bibliothekssigel Stg 255) anfordern oder im Lesesaal des IGM einsehen.

## Veröffentlichungen
Das IGM gibt unter anderem die Zeitschrift Medizin, Gesellschaft und Geschichte (MedGG) heraus, die als Jahrbuch erscheint und insbesondere Themen zur Sozialgeschichte der Medizin und zur Geschichte alternativer Heilweisen behandelt. Außerdem erscheinen MedGG-Beihefte zu bestimmten Themen. Die Edition der Krankenjournale Samuel Hahnemanns wird vom IGM laufend fortgeführt. Eine weitere Reihe sind die Quellen und Studien zur Homöopathiegeschichte. Die Publikationen erscheinen in unterschiedlichen Verlagen wie dem Franz Steiner Verlag oder dem KVC Verlag.

## Archiv und Sammlungen zur Homöopathiegeschichte
Das IGM beherbergt das weltweit bedeutendste Archiv zur Geschichte der Homöopathie: Nachlässe von Samuel Hahnemann (1755–1843): u. a. Werkmanuskripte, Krankenjournale, Patientenbriefe; seiner zweiten Frau Mélanie, geb. d’Hervilly (1800–1878) sowie von Clemens (1785–1864) und Friedrich (1828–1910) von Bönninghausen. Schriftgut von homöopathischen Ärzten sowie dem Deutschen Zentralverein homöopathischer Ärzte und der Internationalen Liga homöopathischer Ärzte; von Patientenvereinigungen für Homöopathie und Naturheilverfahren.
Von den Sammlungen werden die Objekte zur Homöopathie in einer kleinen Dauerausstellung präsentiert, die nach Voranmeldung besichtigt werden kann.
Die Bildsammlung umfasst mehrere hundert Bilder zur Geschichte der Homöopathie in der ganzen Welt. Sie ist über die Homepage online zugänglich. Die audiovisuelle Sammlung zur Homöopathie mit Filmen und Videos kann nur im IGM benutzt werden.

## Seminare
Das IGM veranstaltet regelmäßig Fortbildungsseminare, Workshops, internationale Tagungen und Vorträge sowohl für Fachkreise als auch für ein interessiertes Laienpublikum.